# Mutua Madrid Open 2017

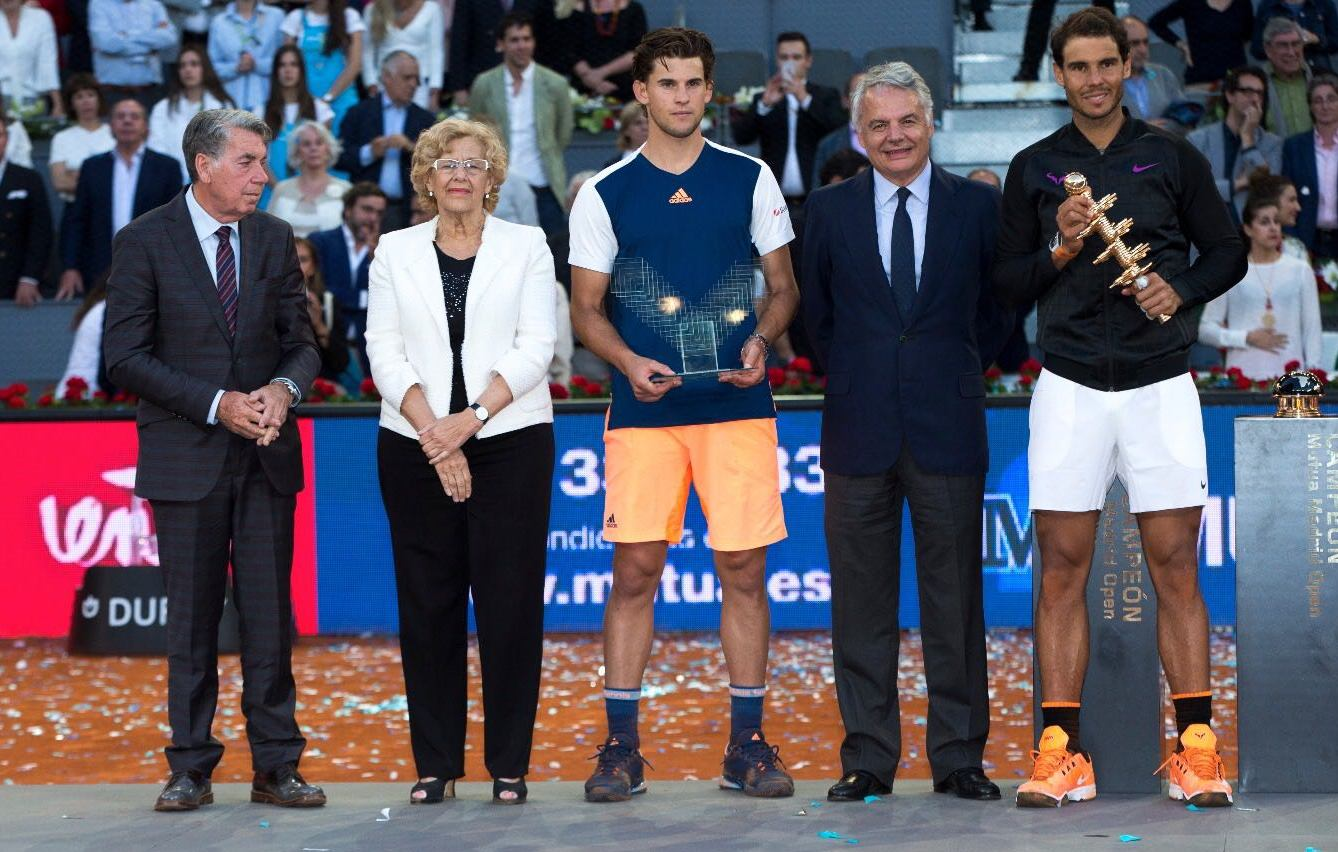
Vítěz dvouhry Rafael Nadal (první zprava) a poražený finalista Dominic Thiem (třetí zprava). Ředitelem turnaje byl Manuel Santana (první zleva).

Mutua Madrid Open 2017 byl společný tenisový turnaj mužského okruhu ATP World Tour a ženského okruhu WTA Tour, hraný v parku Manzanares na otevřených antukových dvorcích. Konal se mezi 6. až 14. květnem 2017 ve španělské metropoli Madridu jako šestnáctý ročník mužského a devátý ročník ženského turnaje.
Mužská polovina se po grandslamu řadila do druhé nejvyšší kategorie okruhu ATP World Tour Masters 1000 a dotace činí 6 408 230 eur. Ženská část, s rozpočtem 5 924 318 eur, byla také součástí druhé nejvyšší úrovně okruhu WTA Premier Mandatory.
Nejvýše nasazenými hráči v soutěžích dvouher se stali britská světová jednička Andy Murray a německá světová dvojka Angelique Kerberová. Jako poslední přímí účastníci do dvouher nastoupili francouzský 55. hráč pořadí Nicolas Mahut a 56. žena klasifikace Eugenie Bouchardová z Kanady.
Pátou madridskou trofej si odvezl 30letý Španěl Rafael Nadal, jenž v sérii Masters vyrovnal absolutní Djokovićův rekord 30 titulů a zvýšil i rekordní zápis 52. triumfem na antuce. Druhé společné deblové vítězství na turnajích sérii Masters si připsal polsko-brazilský pár Łukasz Kubot a Marcelo Melo, který v probíhající sezóně zvýšil aktivní poměr zápasové bilance na 17–7.
Madridský titul obhájila Rumunka Simona Halepová, jež vybojovala třetí výhru z událostí Premier Mandatory.  Druhou společnou trofej z ženské čtyřhry okruhu WTA Tour získala tchajwansko-švýcarská dvojice Čan Jung-žan a Martina Hingisová.

## Rozdělení bodů a finančních odměn

### Rozdělení bodů
| Soutěž       | vítězové | finalisté | semifinalisté | čtvrtfinalisté | 16 v kole | 32 v kole | 64 v kole | Q  | Q2 | Q1 |
| ------------ | -------- | --------- | ------------- | -------------- | --------- | --------- | --------- | -- | -- | -- |
| dvouhra mužů | 1000     | 600       | 360           | 180            | 90        | 45        | 10        | 25 | 16 | 0  |
| čtyřhra mužů | 1000     | 600       | 360           | 180            | 90        | 0         | —         | —  | —  | —  |
| dvouhra žen  | 1000     | 650       | 390           | 215            | 120       | 65        | 10        | 30 | 20 | 2  |
| čtyřhra žen  | 1000     | 650       | 390           | 215            | 120       | 10        | —         | —  | —  | —  |

### Finanční odměny
| Soutěž                                | vítězové   | finalisté | semifinalisté | čtvrtfinalisté | 16 v kole | 32 v kole | 64 v kole | Q2     | Q1     |
| ------------------------------------- | ---------- | --------- | ------------- | -------------- | --------- | --------- | --------- | ------ | ------ |
| dvouhra mužů                          | €1 043 680 | €511 740  | €257 555      | €130 965       | €68 010   | €35 855   | €19 360   | €4 460 | €2 270 |
| dvouhra žen                           | €1 043 680 | €511 740  | €257 555      | €130 965       | €68 010   | €32 260   | €15 146   | €4 166 | €2 022 |
| čtyřhra mužů                          | €323 200   | €158 240  | €79 360       | €40 740        | €21 060   | €0        | —         | —      | —      |
| čtyřhra žen                           | €323 200   | €158 240  | €79 360       | €40 740        | €20 606   | €10 610   | —         | —      | —      |
| částky ve čtyřhře jsou uvedeny na pár |            |           |               |                |           |           |           |        |        |

## Dvouhra mužů

### Nasazení
| Stát                          | Hráč               | ATP | Nasazení |
| ----------------------------- | ------------------ | --- | -------- |
| Spojené království            | Andy Murray        | 1.  | 1.       |
| Srbsko                        | Novak Djoković     | 2.  | 2.       |
| Švýcarsko                     | Stan Wawrinka      | 3.  | 3.       |
| Španělsko                     | Rafael Nadal       | 5.  | 4.       |
| Kanada                        | Milos Raonic       | 6.  | 5.       |
| Japonsko                      | Kei Nišikori       | 7.  | 6.       |
| Chorvatsko                    | Marin Čilić        | 8.  | 7.       |
| Rakousko                      | Dominic Thiem      | 9.  | 8.       |
| Belgie                        | David Goffin       | 10. | 9.       |
| Francie                       | Jo-Wilfried Tsonga | 11. | 10.      |
| Česko                         | Tomáš Berdych      | 12. | 11.      |
| Bulharsko                     | Grigor Dimitrov    | 13. | 12.      |
| Francie                       | Lucas Pouille      | 14. | 13.      |
| USA                           | Jack Sock          | 15. | 14.      |
| Francie                       | Gaël Monfils       | 16. | 15.      |
| Austrálie                     | Nick Kyrgios       | 17. | 16.      |
| Žebříček ATP k 1. květnu 2017 |                    |     |          |

### Jiné formy účasti
Následující hráčí obdrželi divokou kartu do hlavní soutěže:
- Nicolás Almagro
- Marius Copil
- Guillermo García-López
- Tommy Robredo

Následující hráči postoupili z kvalifikace:
- Thomaz Bellucci
- Ernesto Escobedo
- Pierre-Hugues Herbert
- Denis Istomin
- Michail Kukuškin
- Andrej Kuzněcov
- Adrian Mannarino

Následující hráči postoupili z kvalifikace jako tzv. šťastní poražení:
- Borna Ćorić
- Jared Donaldson

### Odhlášení
Před zahájením turnaje
- Juan Martín del Potro → nahradil jej  Nicolas Mahut
- Roger Federer → nahradil jej  Ryan Harrison
- John Isner → nahradil jej  Robin Haase
- Steve Johnson → nahradil jej  Steve Darcis
- Paolo Lorenzi → nahradil jej  Marcos Baghdatis
- Sam Querrey → nahradil jej  Florian Mayer
- Viktor Troicki → nahradil jej  Karen Chačanov

## Mužská čtyřhra

### Nasazení
| Stát                                                                                   | Hráč            | Stát      | Hráč                   | ATP | Nasazení |
| -------------------------------------------------------------------------------------- | --------------- | --------- | ---------------------- | --- | -------- |
| Finsko                                                                                 | Henri Kontinen  | Austrálie | John Peers             | 3.  | 1.       |
| USA                                                                                    | Bob Bryan       | USA       | Mike Bryan             | 6.  | 2.       |
| Spojené království                                                                     | Jamie Murray    | Brazílie  | Bruno Soares           | 15. | 3.       |
| Polsko                                                                                 | Łukasz Kubot    | Brazílie  | Marcelo Melo           | 18. | 4.       |
| Jižní Afrika                                                                           | Raven Klaasen   | USA       | Rajeev Ram             | 23. | 5.       |
| Francie                                                                                | Nicolas Mahut   | Francie   | Édouard Roger-Vasselin | 26. | 6.       |
| Chorvatsko                                                                             | Ivan Dodig      | Španělsko | Marcel Granollers      | 27. | 7.       |
| Španělsko                                                                              | Feliciano López | Španělsko | Marc López             | 29. | 8.       |
| Žebříček ATP k 1. květnu 2017; číslo je součtem žebříčkového postavení obou členů páru |                 |           |                        |     |          |

### Jiné formy účasti
Následující páry obdržely divokou kartu do hlavní soutěže:
- David Marrero /  Tommy Robredo
- Fernando Verdasco /  Nenad Zimonjić

## Ženská dvouhra

### Nasazení
| Stát                          | Hráčka                     | WTA | Nasazení |
| ----------------------------- | -------------------------- | --- | -------- |
| Německo                       | Angelique Kerberová        | 2.  | 1.       |
| Česko                         | Karolína Plíšková          | 3.  | 2.       |
| Rumunsko                      | Simona Halepová            | 4.  | 3.       |
| Slovensko                     | Dominika Cibulková         | 5.  | 4.       |
| Španělsko                     | Garbiñe Muguruzaová        | 6.  | 5.       |
| Spojené království            | Johanna Kontaová           | 7.  | 6.       |
| Polsko                        | Agnieszka Radwańská        | 8.  | 7.       |
| Rusko                         | Světlana Kuzněcovová       | 9.  | 8.       |
| USA                           | Madison Keysová            | 10. | 9.       |
| Dánsko                        | Caroline Wozniacká         | 11. | 10.      |
| Ukrajina                      | Elina Svitolinová          | 12. | 11.      |
| Rusko                         | Jelena Vesninová           | 14. | 12.      |
| Rusko                         | Anastasija Pavljučenkovová | 16. | 13.      |
| Francie                       | Kristina Mladenovicová     | 17. | 14.      |
| Česko                         | Barbora Strýcová           | 18. | 15.      |
| Austrálie                     | Samantha Stosurová         | 19. | 16.      |
| Chorvatsko                    | Mirjana Lučićová Baroniová | 20. | 17.      |
| Žebříček WTA k 1. květnu 2017 |                            |     |          |

### Jiné formy účasti
Následující hráčky obdržely divokou kartu do hlavní soutěže:
- Lara Arruabarrenová
- Sorana Cîrsteaová
- Francesca Schiavoneová
- Maria Šarapovová
- Sara Sorribesová Tormová

Následující hráčky postoupily z kvalifikace:
- Océane Dodinová
- Mariana Duqueová Mariñová
- Johanna Larssonová
- Pauline Parmentierová
- Andrea Petkovicová
- Donna Vekićová
- Wang Čchiang
- Čeng Saj-saj

Následující hráčka postoupila z kvalifikace jako tzv. šťastná poražená:
- Anett Kontaveitová

### Odhlášení
Před zahájením turnaje
- Petra Kvitová → nahradila ji  Viktorija Golubicová
- Naomi Ósakaová → nahradila ji  Catherine Bellisová
- Agnieszka Radwańská → nahradila ji  Anett Kontaveitová
- Serena Williamsová → nahradila ji  Jelena Jankovićová
- Venus Williamsová → nahradila ji  Eugenie Bouchardová[2]

## Ženská čtyřhra

### Nasazení
| Stát                                                                                    | Hráčka                      | Stát       | Hráčka                | WTA | Nasazení |
| --------------------------------------------------------------------------------------- | --------------------------- | ---------- | --------------------- | --- | -------- |
| USA                                                                                     | Bethanie Matteková-Sandsová | Česko      | Lucie Šafářová        | 3.  | 1.       |
| Rusko                                                                                   | Jekatěrina Makarovová       | Rusko      | Jelena Vesninová      | 6.  | 2.       |
| Čínská Tchaj-pej                                                                        | Čan Jung-žan                | Švýcarsko  | Martina Hingisová     | 19. | 3.       |
| Indie                                                                                   | Sania Mirzaová              | Kazachstán | Jaroslava Švedovová   | 20. | 4.       |
| Maďarsko                                                                                | Tímea Babosová              | Česko      | Andrea Hlaváčková     | 23. | 5.       |
| Česko                                                                                   | Lucie Hradecká              | Česko      | Kateřina Siniaková    | 34. | 6.       |
| Německo                                                                                 | Julia Görgesová             | Česko      | Barbora Strýcová      | 36. | 7.       |
| USA                                                                                     | Abigail Spearsová           | Slovinsko  | Katarina Srebotniková | 40. | 8.       |
| Žebříček WTA k 1. květnu 2017; číslo je součtem žebříčkového postavení obou členek páru |                             |            |                       |     |          |

### Jiné formy účasti
Následující páry obdržely divokou kartu do hlavní soutěže:
- Lara Arruabarrenová /  Sara Sorribesová Tormová
- Johanna Kontaová /  Shelby Rogersová
- Arantxa Parraová Santonjaová /  Sílvia Solerová Espinosová[11]

## Přehled finále

### Mužská dvouhra
- Rafael Nadal vs.   Dominic Thiem, 7–6(10–8), 6–4

### Ženská dvouhra
- Simona Halepová vs.  Kristina Mladenovicová, 7–5, 6–7(5–7), 6–2

### Mužská čtyřhra
- Łukasz Kubot /  Marcelo Melo vs.  Nicolas Mahut /  Édouard Roger-Vasselin, 7–5, 6–3

### Ženská čtyřhra
- Čan Jung-žan /  Martina Hingisová vs.  Tímea Babosová /  Andrea Hlaváčková, 6–4, 6–3